# Philippe Louis Voltz
Philippe Louis Voltz (* 15. August 1785 in Straßburg; † 6. Februar 1840 in Paris) war ein französischer Bergbauingenieur, Metallurge, Geologe und Fossiliensammler.

## Leben
Voltz studierte ab 1803 an der École polytechnique und danach ab 1805 an der École des Mines in Paris. Danach war er in der französischen Bergbauverwaltung, zuerst in Belgien, dann an der Rheingrenze (Elsass, Vogesen, Mosel u. a.). Er befasste sich intensiv mit Hochofentechnologie, die er in England und Deutschland studierte und speziell Winderhitzer in Frankreich bekannt machte. 1833 wurde er Ingenieur 1. Klasse und 1831 Mitglied der Ehrenlegion.
Er reorganisierte die naturkundliche Sammlung der Akademie in Straßburg und baute eine umfangreiche Fossiliensammlung vor allem von Pflanzen aus dem später nach ihm benannten Voltziensandstein der Vogesen auf. Sie wurde von seinem Schüler Wilhelm Philipp Schimper fortgeführt, der 1844 mit A. Mougeot eine Monographie über die triassischen Pflanzenreste des Voltziensandsteins veröffentlichte. Weiter untersuchte er Heilquellen im Elsass. Unvollendete umfangreiche Arbeiten zur Mineralogie und Kristallographie sowie der geologischen Karte des Elsass blieben verschollen.
Er assistierte Armand Dufrénoy (1792–1857) bei der Organisation der paläontologischen Sammlung der École des Mines in Paris.

## Ehrungen
1833 wurde er zum Mitglied der Deutschen Akademie der Naturforscher Leopoldina gewählt.
Nach ihm ist die fossile Pflanzen-Gattung Voltzia benannt (durch Adolphe Brongniart 1828).

## Schriften
- Notice sur le grès bigarré de la grande carrière de Soultz-les-Bains: avec observations de M. Schimper. In: Mémoires de la Société du Muséum d’Histoire Naturelle de Strasbourg. 2, Strasbourg/Paris 1835, S. 1–14
- Notiz über den bunten Sandstein des grossen Steinbruchs von Sultz-Bad: mit Bemerkungen von W. P. Schimper. In: Neues Jahrbuch für Mineralogie, Geognosie, Geologie und Petrefaktenkunde. 1838, S. 338–342